# ESC Clermont Business School
A ESC Clermont Business School é uma escola de comércio europeia com campus em Clermont-Ferrand. Fundada em 1919.

## Descrição
A ESC Clermont possui tripla acreditação; AMBA, EPAS e AACSB. A escola possui cerca de 13.000 ex-alunos.

## Programas
A ESC Clermont possui mestrado em Administração e várias outras áreas, tais como Marketing, Finanças, Mídia e Recursos Humanos. Possui também um MBA Executivo. Finalmente, a ESC Clermont também possui programa de doutorado (PhD).

## Rankings
Em 2019, seu mestrado em Administração foi considerado como o 99º do mundo pela Financial Times.